# Spoorwegknooppunt

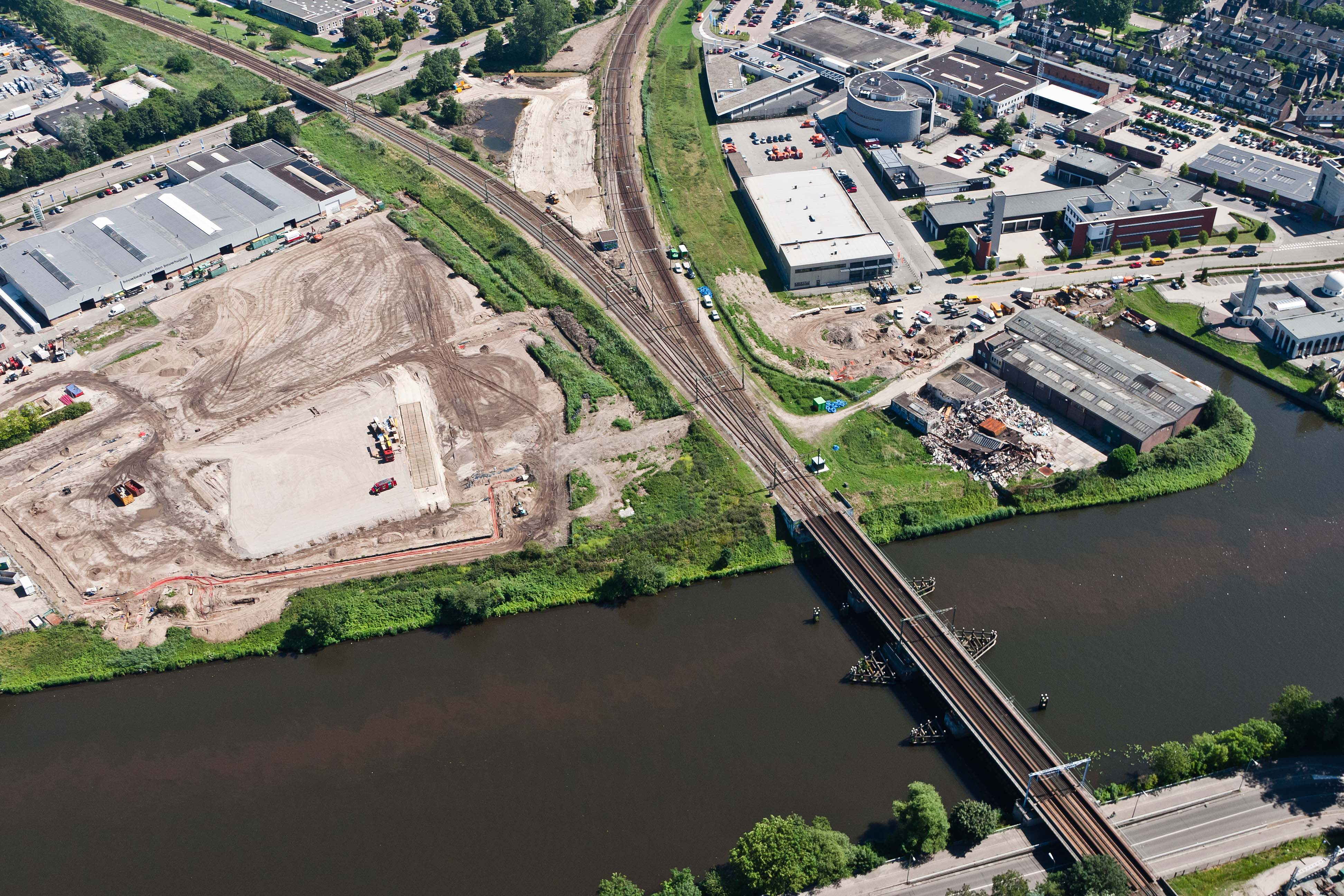
Diezebrug aansluiting, het spoorwegknooppunt waar de spoorlijn uit Nijmegen aansluit op de lijn uit Utrecht, juist ten noorden van station 's-Hertogenbosch (voor 2014)

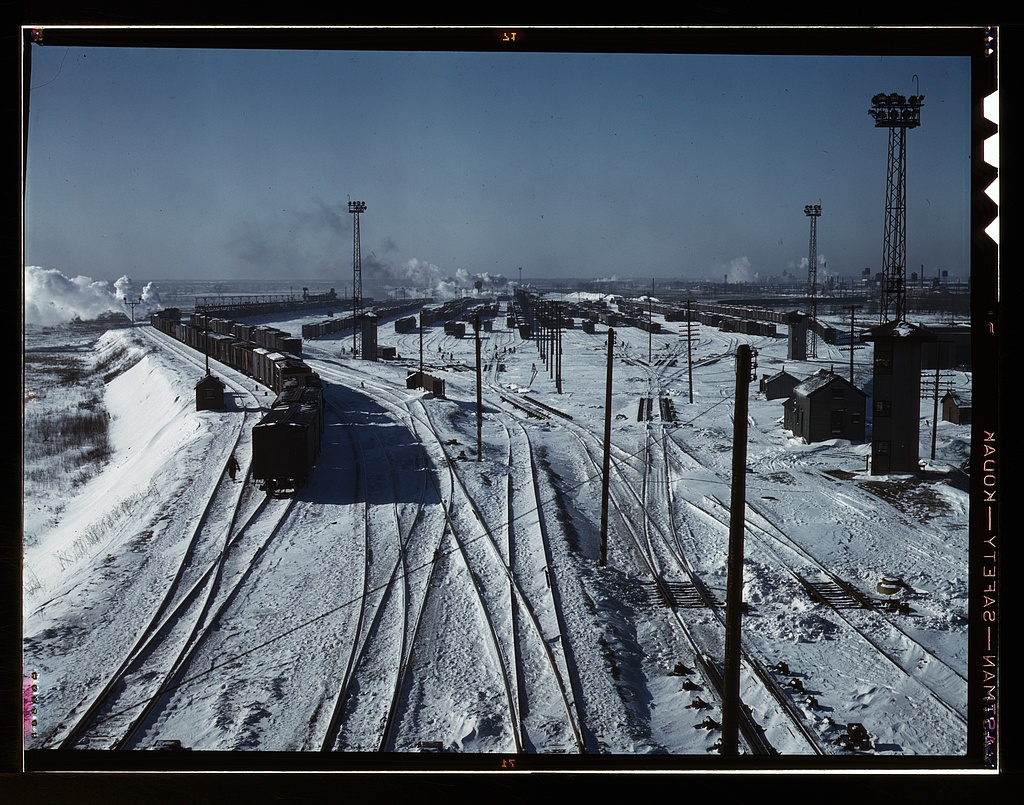
Het rangeerterrein van de Belt Railway Company bij Clearing, een plaats bij Chicago in de Verenigde Staten, januari 1943.

Een spoorwegknooppunt is een plaats waar spoorwegen uit verschillende richtingen bijeenkomen. Het begrip wordt gebruikt voor stations en rangeerterreinen. Waar spoorlijnen buiten een stationsemplacement of rangeerterrein splitsen of samenkomen spreekt men van een aansluiting.
Spoorwegknooppunten verbinden soms ook verschillende spoorwegsystemen met elkaar, zoals hogesnelheidslijnen, gewone spoorlijnen, lightrail, smalspoor (zoals veel in Zwitserland), tram en metro.
In netverklaring heeft knooppunt een meer specifieke betekenis. Dan een knooppunt een dienstregelpunt. Als meerdere dienstregelpunten dicht bij elkaar liggen kunnen zij gezamenlijk een knooppunt vormen.
De eerste spoorwegaansluiting ter wereld was Newton Junction (nu Earlestown station) bij Newton-le-Willows in Engeland, dat in 1831 werd aangelegd. Indrukwekkend is de combinatie van de aansluiting Hayford Junction en het rangeerterrein bij Clearing bij Chicago in de Verenigde Staten. Het grootste spoorwegstation van Europa is Berlin Hauptbahnhof.

## Soorten spoorwegknooppunten

### Aansluitingen en kruisingen
Er wordt onderscheid gemaakt tussen verschillende typen aansluitingen.
- Een aansluiting is een plaats waar een spoorlijn op een andere aansluit. Bij een aansluiting is het, behalve bij een aansluiting op een enkelsporige lijn, nodig om een spoor te kruisen. Bij een ongelijkvloerse kruising wordt een tunnel vaak een dive-under genoemd en een viaduct een fly-over. Een bijzondere vorm is de dubbele vorkaansluiting, dat is een aansluiting van een tweesporige spoorlijn op een viersporige lijn met twee ongelijkvloerse kruisingen en twee vorken.
- Een spooraansluiting is een plaats waar een spoorweg van een bedrijf aansluit op het openbare spoorwegnet.

Een voorbeeld van een kruising van spoorwegen is spoorwegknooppunt Blauwkapel. Station Amsterdam Sloterdijk is een voorbeeld van een kruisingstation omdat twee lijnen elkaar in het station kruisen, namelijk de spoorlijn Amsterdam - Rotterdam en de westelijke tak van de Schiphollijn.

### Spoorwegstations

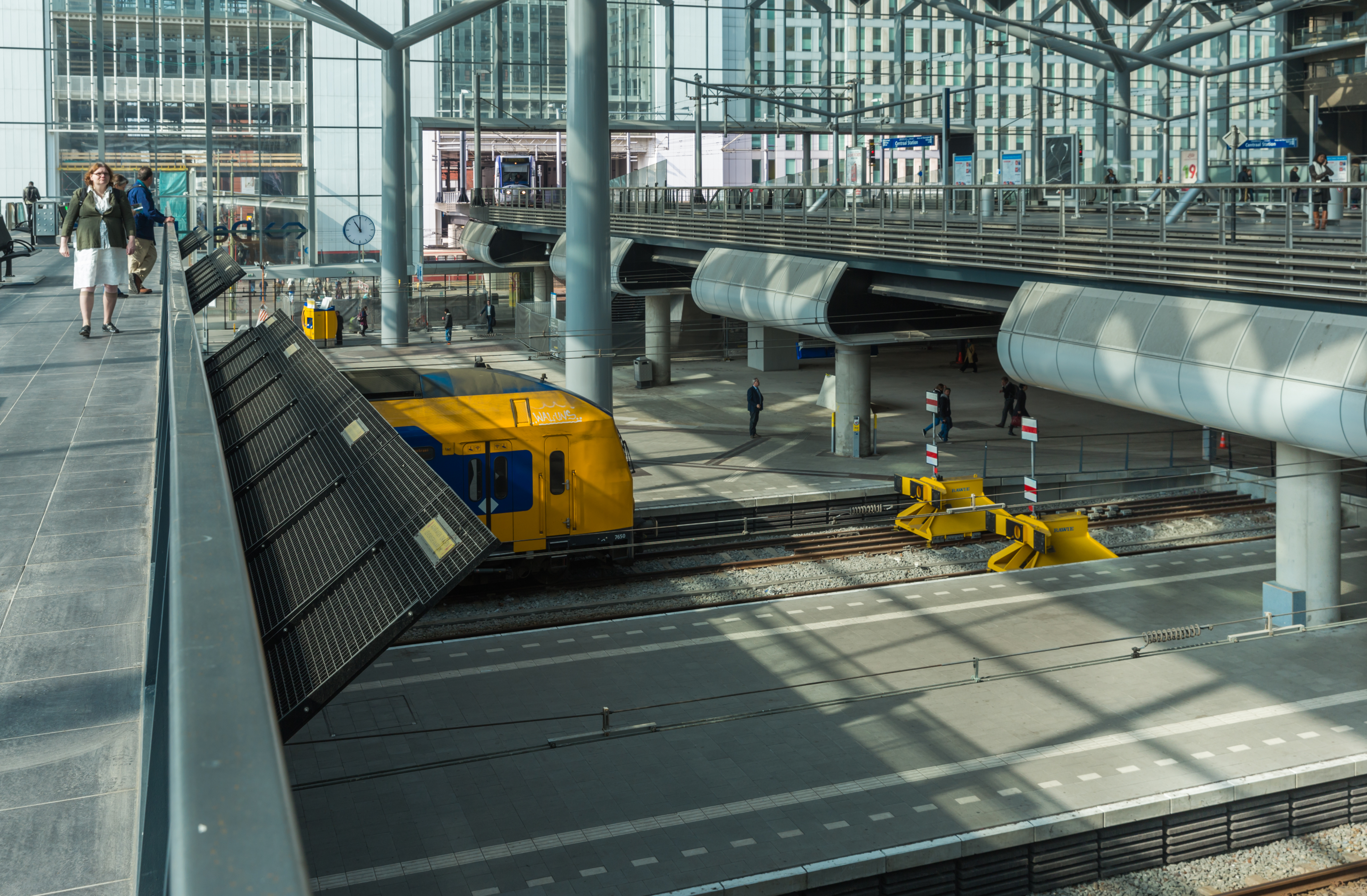
Den Haag Centraal, april 2015. Onder een aantal kopsporen en een trein. Op het hogere niveau rechts tramsporen en links een voetgangersbrug.

Het emplacement van een spoorwegstation kan de functie hebben van een eindstation, van een station voor doorgaand treinverkeer en van een halte.
- Men spreekt van een halte als er alleen een eenvoudige voorziening is om te stoppen, en er geen wissels zijn en de spoorwegbeveiliging niet geschikt is om de trein te laten keren.
- Men spreekt van een kopstation als de meeste, of alle sporen eindigen in dat station. Station Den Haag Centraal is hiervan een voorbeeld.
- Bij grotere stations is of wordt het stationsemplacement en de toeleidende sporen geoptimaliseerd voor een zo groot mogelijke capaciteit. Het emplacement wordt geschikt gemaakt voor een grotere snelheid, met dive-unders en fly-overs uitgerust aangepast zodat treinverkeer van verschillende verbindingen elkaar zo weinig mogelijk hindert en het aantal wissels wordt beperkt. Een dergelijk station wordt ook wel doorstroomstation genoemd. Een voorbeeld is station Utrecht Centraal.
- Spoorwegstations die een knooppunt vormen hebben een opstelterrein waar treinen opgesteld kunnen worden.

### Rangeerterreinen

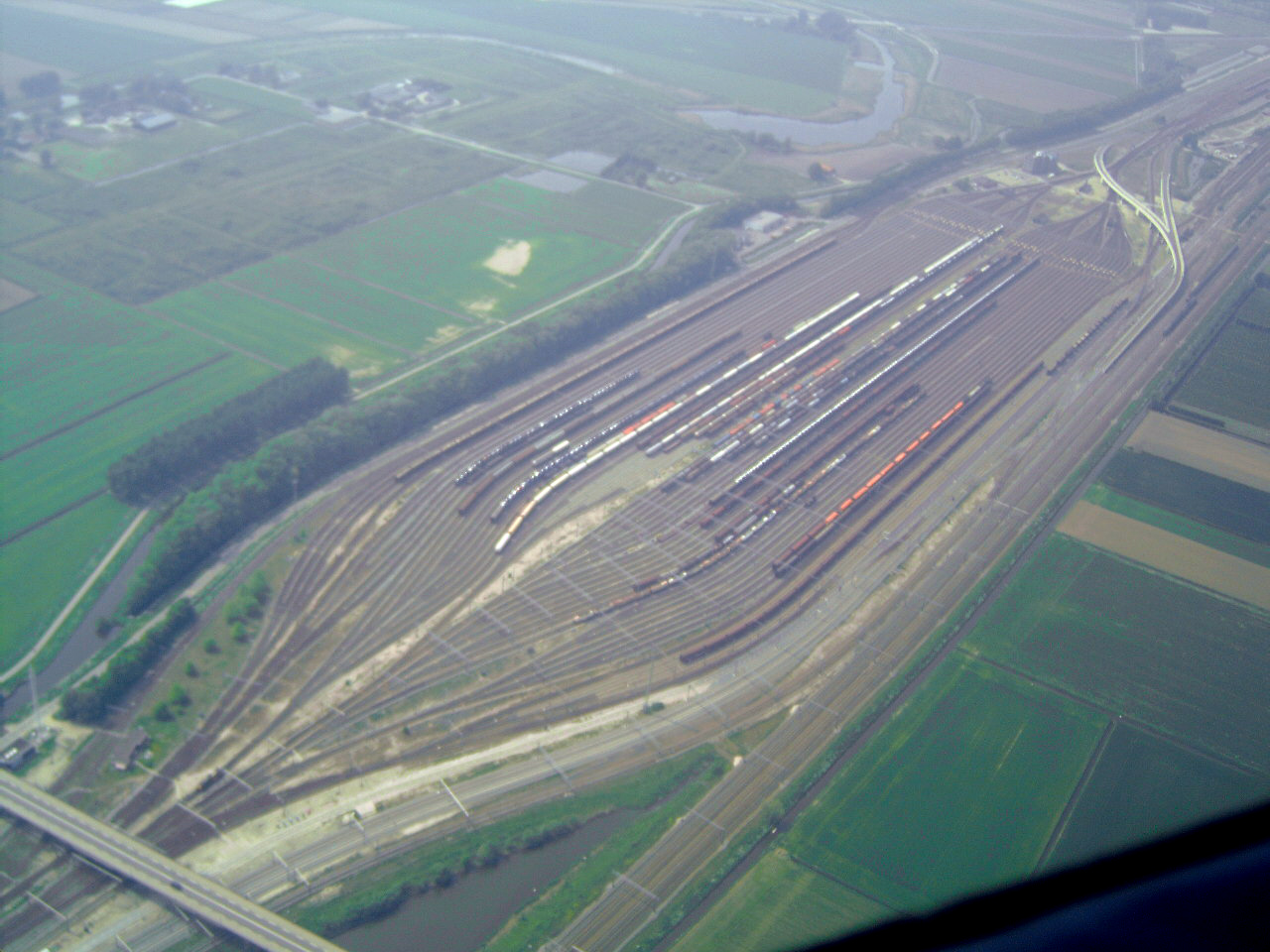
Rangeerterrein Kijfhoek, mei 2006

Rangeerterreinen of vormingsstations dien ervoor om goederentreinen samen te stellen. Deze terreinen zijn vaak erg groot, met achtereenvolgens een spoorbundel voor binnenkomende treinen die daar wachten tot ze gerangeerd kunnen worden, een spoorbundel voor eigenlijke rangeren (splitsen en opnieuw samenstellen van treinen) en een voor het opstellen van treinen die klaar zijn voor verder vervoer.
Veel goederentreinen worden niet gerangeerd, omdat alle wagons hetzelfde begin- en eindpunt hebben. Dergelijke goederentreinen worden ook wel bloktreinen genoemd.

## Spoorwegknooppunten in België

### Personenvervoer
- Brussel-Noord - een van de drie grote spoorwegstations in Brussel en het drukste station van België. Alleen de hogesnelheidstreinen tussen Brussel-Zuid en Amsterdam en tussen Brussel-Zuid en Keulen stoppen er niet.
- Brussel-Zuid - de centrale draaischijf van het treinverkeer in België. Het is het grootste en na Brussel-Noord en Brussel-Centraal het drukste station van het land. Naast tal van diverse nationale verbindingen zijn er ook internationale (HST-)aansluitingen.
- Gent-Sint-Pieters - na Brussel-Noord, -Centraal en -Zuid het drukste het station in België en een knooppunt voor het verkeer tussen het centrum en het westen van het land. Er zijn ook enkele internationale aansluitingen.
- Antwerpen-Centraal - het belangrijkste station in het noorden van België en met z'n centrale ligging een knooppunt voor het verkeer tussen het westen en het oosten van Vlaanderen. Er zijn ook enkele internationale (HST-)aansluitingen.
- Leuven - een knooppunt voor het verkeer tussen Brussel en het oosten van België.
- Brugge - het drukste station in het westen van België en een knooppunt voor het verkeer tussen het binnenland en de kust, met uitzondering van De Panne. Er zijn ook enkele internationale aansluitingen.
- Mechelen - spoorwegknooppunt centraal binnen de Vlaamse Ruit.
- Luik-Guillemins - het spoorwegknooppunt in het oosten van België, met verschillende internationale (HST-)aansluitingen.
- Namen - het drukste station in het zuiden van België. Er zijn ook enkele internationale aansluitingen.
- Denderleeuw - van oudsher een spoorknooppunt in Oost-Vlaanderen, tevens het tweede drukste station in Oost-Vlaanderen.

### Goederenvervoer
- Antwerpen-Noord - het grootste vormingsstation in België, gelegen in de Antwerpse haven.
- Zeebrugge-Vorming - een groot vormingsstation in de zeehaven van Brugge.
- Kinkempois - een belangrijk vormingsstation in Luik.
- Gent-Zeehaven - een belangrijk vormingsstation in Gent.
- Monceau - een belangrijk vormingsstation in Charleroi.
- Ronet-Formation - een belangrijk vormingsstation in Namen.

## Spoorwegknooppunten in Nederland

### Personenvervoer

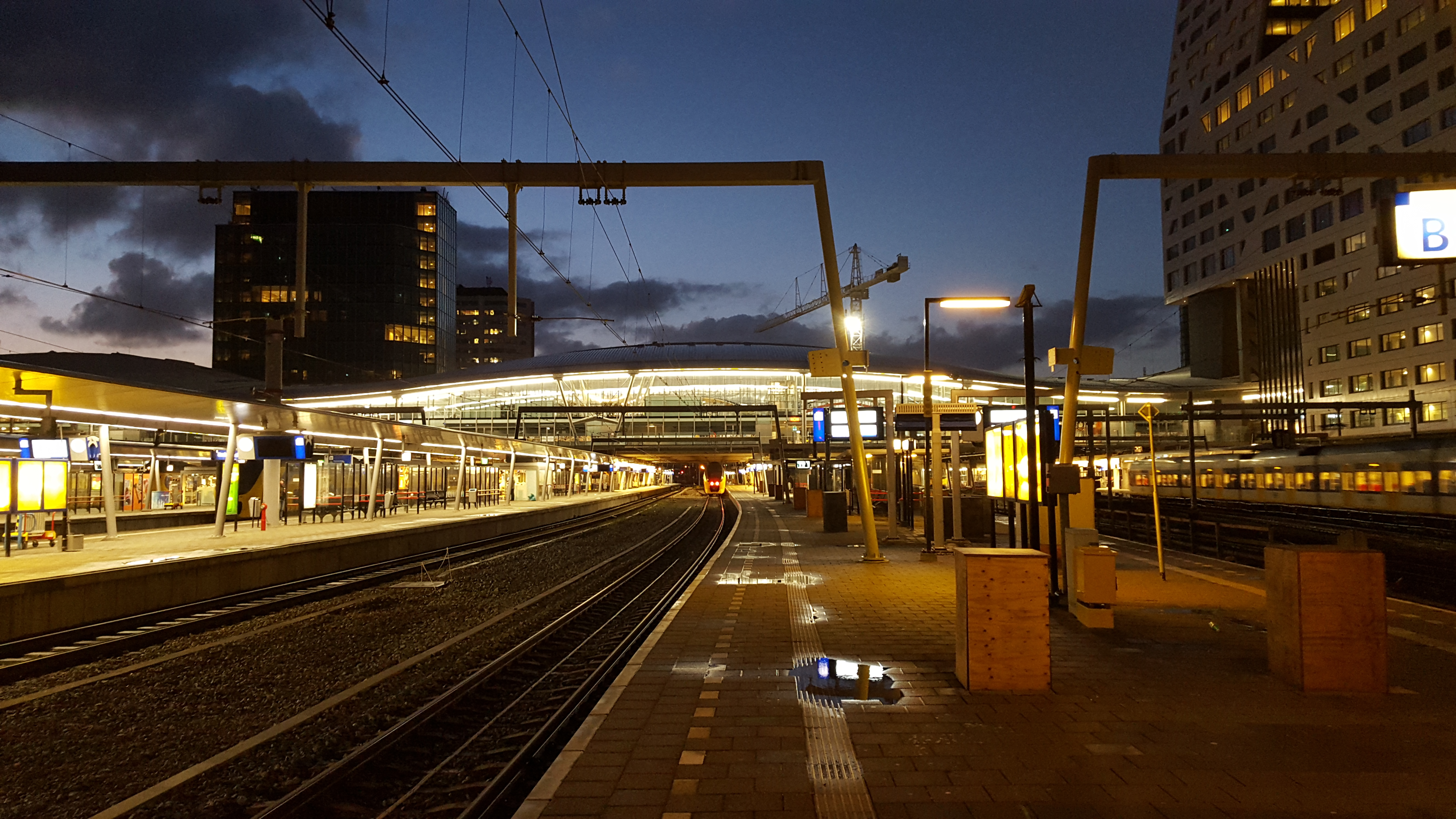
Station Utrecht Centraal, november 2015

- Utrecht Centraal - Grootste knooppunt van Nederland qua treinbewegingen en tevens grootste station. Treinen komen uit 6 richtingen hier bij elkaar.
- Amsterdam Sloterdijk - Amsterdam Centraal - Amsterdam Muiderpoort - Door combinatie van diverse kruisende lijnen vormt het gehele traject een knooppunt. Tevens is station Amsterdam Sloterdijk het grootste van Nederland waar treinen elkaar ongelijkvloers kunnen kruizen.
- Rotterdam Centraal - Dordrecht - Door combinatie van het vele treinverkeer in langzamere en snellere vormen en aansluitingen voor het goederenvervoer waarbij tevens het grootste goederenrangeerterrein (Kijfhoek) van Nederland aanligt, vormt het gehele traject als één groot knooppunt door alle diverse aansluitingen.
- Arnhem Centraal - Knooppunt in oostelijk Nederland. Door combinatie van kopmakende treinen, doorgaande treinen en kerende treinen.
- Amersfoort Centraal - Vooral als doorgaande overstapstation waarbij vooral voor de aanleg van de Hanzelijn reizigers snel en makkelijk cross-over konden overstappen.
- Eindhoven - Groot station in combinatie met treinen uit noordelijke richting en westelijke richting die wisselende naar het zuiden en oosten gaan.
- Groningen - Grootste spoorknooppunt van noordelijk Nederland. Door combinatie van kerende treinen uit alle richtingen.
- Zwolle - Knooppunt met treinen uit acht verschillende richtingen (waarvan 2 richtingen tussen Zwolle en Meppel over dezelfde lijn gaan)
- Station Den Haag Centraal - Kopstation van waaruit treinen in drie richtingen vertrekken. Perronsporen worden zoveel mogelijk zo gekozen dat treinen zo weinig mogelijk sporen hoeven te kruisen.

### Goederenvervoer

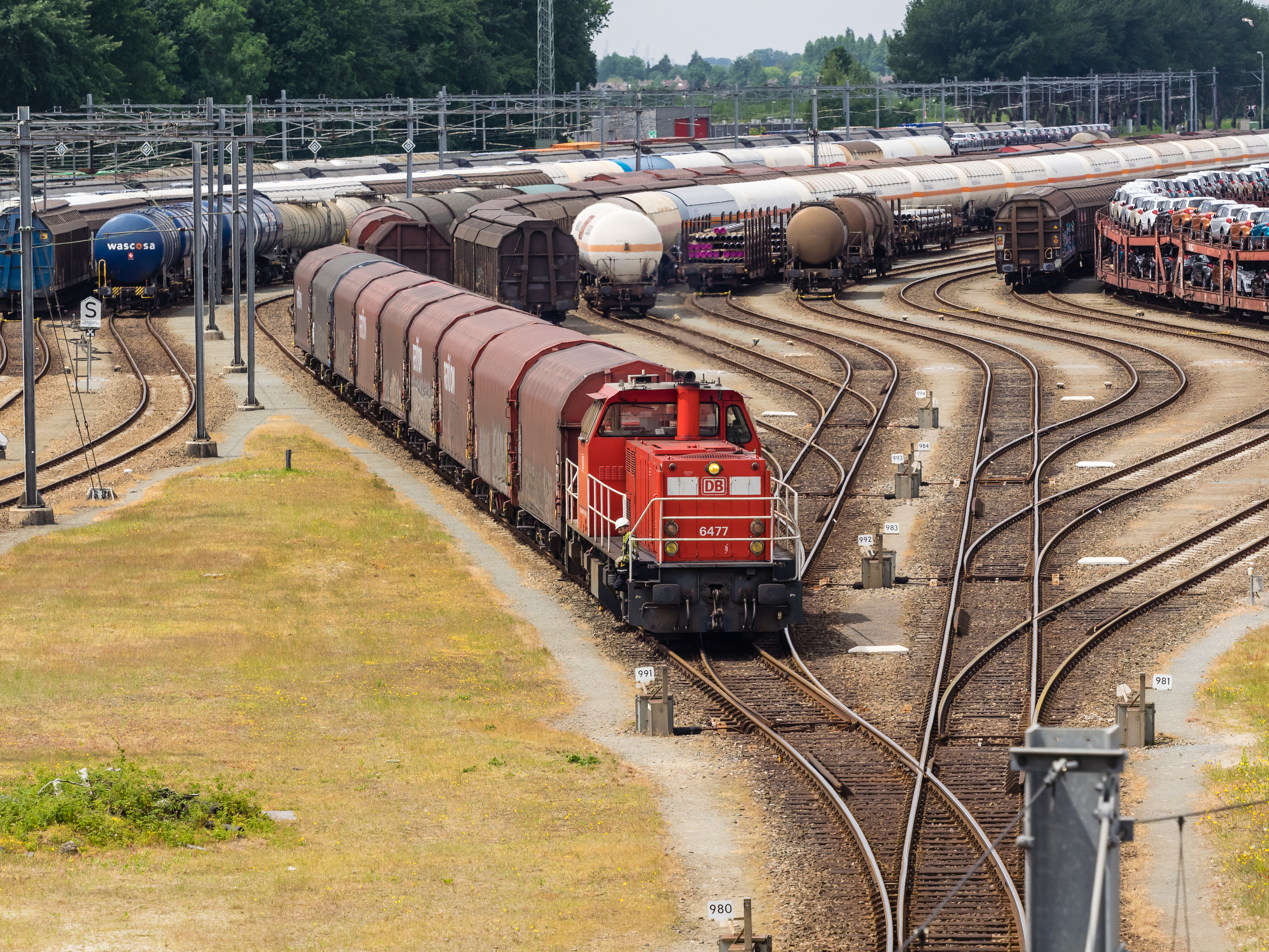
Rangeerterrein Kijfhoek, juni 2015

- Kijfhoek bij Barendrecht. Het belangrijkste rangeerterrein voor de havens van Rotterdam, met een aansluiting op de Betuweroute
- Amersfoort tweede goederenstation van Nederland voor vracht, met name naar het oosten en noorden
- Onnen raccordement
- Zwolle raccordement

## Spoorwegknooppunten elders

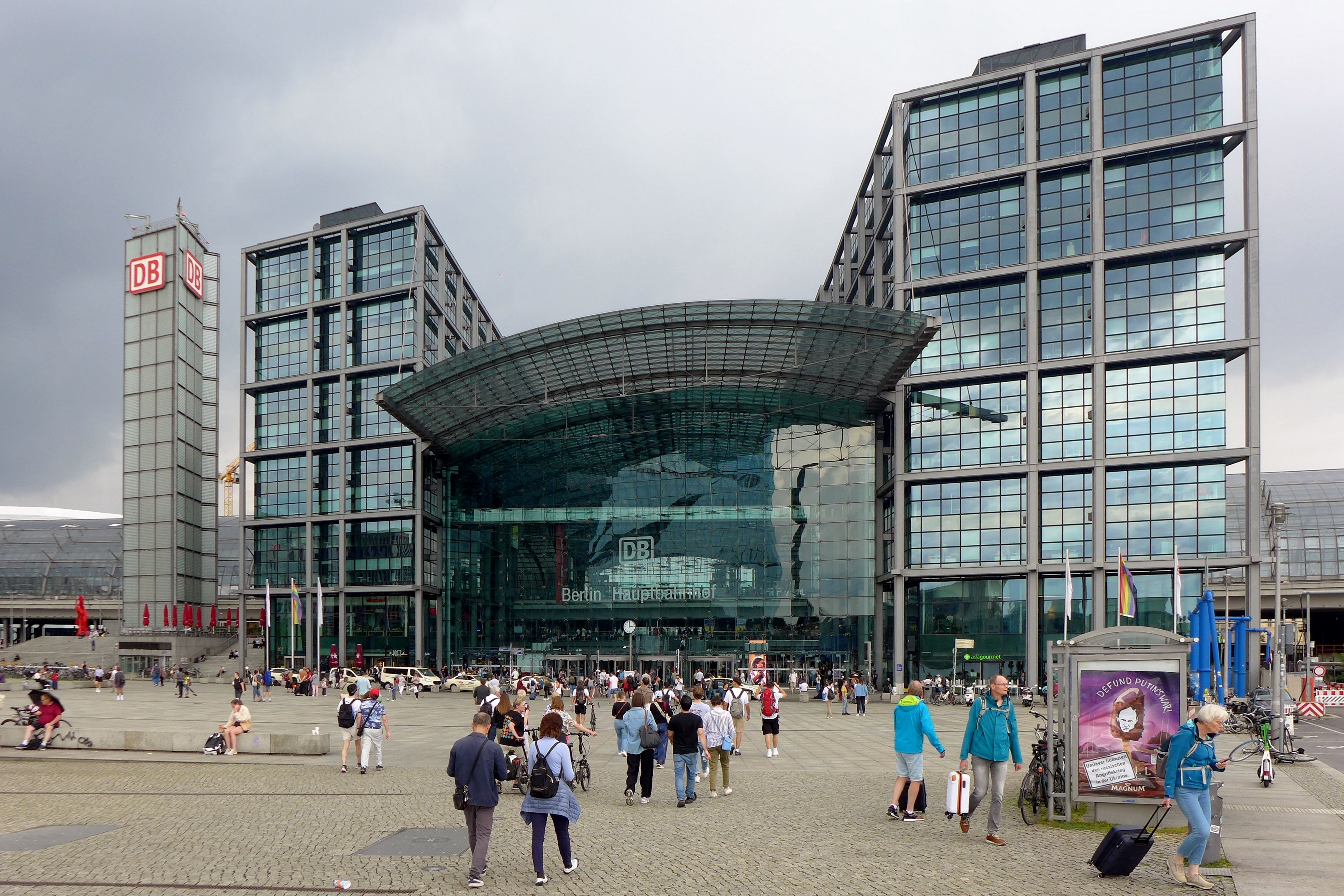
De voorgevel van Berlin Hbf (Berlijn centraal), augustus 2024

- Berlin Hauptbahnhof - dit nieuwe station vormt sinds zijn opening in 2006 het grootste spoorwegknooppunt van Duitsland en van Europa. Het verbindt zowel nationale oost-west lijnen met noord-zuid-lijnen (met als directe concurrent op dat punt Hannover), zowel met normale treinen als met InterCityExpress (ICE). Het biedt tevens aansluiting op het stedelijk railvervoer (op een apart niveau). Internationaal is dit kruispunt een verbinding voor de lijnen uit Amsterdam, Bern (Zwitserland), Brussel, Kopenhagen en Parijs met Warschau, Kiev en Moskou.
- Grand Central Terminal in New York
- Gare du Nord in Parijs
- Liverpool Street Station in Londen, waarbij er tussen de verschillende spoorwegen geen spoorverbinding bestaat.